# Total gesund! Mit Britt und Dr. Kurscheid
Total gesund! Mit Britt und Dr. Kurscheid ist ein deutsches Ratgebermagazin und befasst sich hauptsächlich mit Themen aus den Bereichen Ernährung und Gesundheit. Die Sendung wird seit dem 20. November 2017 montags um 10 Uhr auf dem Fernsehsender Sat.1 ausgestrahlt.

## Inhalt
Moderiert wird die Sendung durch Britt Hagedorn sowie von dem Arzt und Gesundheitswissenschaftler Thomas Kurscheid. Pro Folge werden mehrere Themen mit je einem Beitrag behandelt sowie gelegentlich mit Experten im Studio Gespräche geführt.
Produziert wird die halbstündige Sendung von Imago TV Film- und Fernsehproduktion.

## Ausstrahlung
| Staffel | Episoden | Ausstrahlungszeitraum              | Sendeplatz                |
| ------- | -------- | ---------------------------------- | ------------------------- |
| 1       | 29       | 20. November 2017 bis 2. Juli 2018 | Montag, 10:00 – 10:30 Uhr |
| 2       | 18       | 20. August bis 17. Dezember 2018   | Montag, 10:00 – 10:30 Uhr |

Seit dem 29. April 2018 wiederholt der Sender Sat.1 Gold die aktuelle Folge sonntags um ca. 8 Uhr.